# Susan Seidelman
Susan Seidelman est une réalisatrice, productrice, scénariste, actrice et monteuse américaine née le 11 décembre 1952 à Philadelphie, Pennsylvanie (États-Unis).

## Biographie
Elle est née en 1952 à Philadelphie, et effectue des études d'art et de stylisme à l'université Drexel, puis de cinéma à l'université de New York.
Elle réalise ensuite plusieurs courts-métrages féministes, puis Smithereens, premier film américain indépendant présenté en compétition au festival de Cannes, à l'édition de 1982.
Son second long-métrage de fiction, la comédie Recherche Susan désespérément, sortie en 1985, avec la chanteuse Madonna dans le rôle principal, est un film à gros budget et un gros succès,. C'est Susan Seidelman qui choisit Madonna, dont c'est le premier film. À la suite de quoi elle tourne une vingtaine de films, des comédies toujours, mais qui ne rencontrent pas le même succès,.

## Filmographie

### comme réalisatrice
- 1982 : Smithereens
- 1985 : Recherche Susan désespérément (Desperately Seeking Susan)
- 1987 : Et la femme créa l'homme parfait (Making Mr. Right)
- 1989 : Cookie
- 1989 : She-Devil, la diable (She-Devil)
- 1992 : Confessions of a Suburban Girl
- 1994 : The Dutch Master
- 1995 : Pieds nus dans la jungle des studios (The Barefoot Executive) (TV)
- 1996 : Tales of Erotica
- 1996 : Demain à la une ("Early Edition") (série télévisée)
- 1999 : Destins de femmes (A Cooler Climate) (TV)
- 1999 : Un agent très secret ("Now and Again") (série télévisée)
- 2001 : Gaudi Afternoon
- 2002 : Power and Beauty (TV)
- 2004 : The Ranch (TV)
- 2005 : The Boynton Beach Bereavement Club
- 2012 : Musical Chairs
- 2013 : The Hot Flashes

### comme productrice
- 1982 : Smithereens
- 1987 : Et la femme créa l'homme parfait (Making Mr. Right)
- 1989 : Cookie
- 1989 : She-Devil, la diable (She-Devil)
- 1993 : The Night We Never Met
- 2001 : Gaudi Afternoon
- 2005 : The Boynton Beach Bereavement Club

### comme scénariste
- 1994 : The Dutch Master
- 2005 : The Boynton Beach Bereavement Club

### comme actrice
- 1992 : Confessions of a Suburban Girl

### comme monteuse
- 1982 : Smithereens